# Associazione Sportiva Acquapozzillo 1969-1970
Questa pagina raccoglie le informazioni riguardanti l'Associazione Sportiva Acquapozzillo nelle competizioni ufficiali della stagione 1969-1970.

## Rosa
| N. |                   | Ruolo | Calciatore       |
| -- | ----------------- | ----- | ---------------- |
|    | Italia (bandiera) | D     | Matteo Simeon    |
|    | Italia (bandiera) | C     | Giuseppe Vegna   |
|    | Italia (bandiera) | D     | Venerando Rizza  |
|    | Italia (bandiera) | A     | Nicola Taiano    |
|    | Italia (bandiera) | P     | Giuseppe Ridolfi |
|    | Italia (bandiera) | D     | Angelo Misani    |
|    | Italia (bandiera) | A     | Gennaro Guida    |
|    | Italia (bandiera) | C     | Roberto Manini   |
|    | Italia (bandiera) | D     | Sergio Dugaro    |
|    | Italia (bandiera) | C     | Luciano Antonini |
|    | Italia (bandiera) | D     | Libero Bompani   |

| N. |                   | Ruolo | Calciatore         |
| -- | ----------------- | ----- | ------------------ |
|    | Italia (bandiera) | A     | Franco Panza       |
|    | Italia (bandiera) | A     | Luigi Porro        |
|    | Italia (bandiera) | A     | Francesco Rubino   |
|    | Italia (bandiera) | C     | Giordano Bellei    |
|    | Italia (bandiera) | D     | Spreafico          |
|    | Italia (bandiera) | D     | Cont               |
|    | Italia (bandiera) |       | Petrone            |
|    | Italia (bandiera) | P     | Mario Andronico    |
|    | Italia (bandiera) | A     | Giuseppe Bongiorno |
|    | Italia (bandiera) | C     | Guido Consoli      |
|    | Italia (bandiera) |       | Todaro             |

## Risultati

### Serie C 1969-1970 Girone C

#### Girone di andata
| Arbitro: | Barboni (Firenze) |

|      |           |       |
| Lodi | Marcatori | Guida |

| Arbitro: | Fiorenza (Torre Annunziata) |

|       |           |  |
| Guida | Marcatori |  |

| Arbitro: | Prati (Parma) |

|  |           |                |
|  | Marcatori | Cominato Minto |

| Arbitro: | Schena (Foggia) |

|         |           |       |
| Palcini | Marcatori | Guida |

| Arbitro: | Moretti (San Donà di Piave) |

|  |           |       |
|  | Marcatori | Luppi |

| Avellino 19 ott 1969 6ª giornata | Avellino             | 0 – 0 | Acquapozzillo | Piazza d'Armi\| Arbitro: \| Castelli (Treviglio) \| |
| Arbitro:                         | Castelli (Treviglio) |       |               |                                                     |

| 26 ott 1969 7ª giornata | Acquapozzillo             | 0 – 0 | Pro Vasto | \| Arbitro: \| Trincheri (Reggio Emilia) \| |
| Arbitro:                | Trincheri (Reggio Emilia) |       |           |                                             |

| Arbitro: | Barbone (Firenze) |

|                     |           |  |
| De Carolis Brunello | Marcatori |  |

| Arbitro: | Scolari (Verona) |

|                           |           |  |
| Renna Sciaretta Sensibile | Marcatori |  |

| Arbitro: | Alberti (Genova) |

|       |           |  |
| Guida | Marcatori |  |

| Arbitro: | Boscolo (Venezia) |

|        |           |  |
| Nocera | Marcatori |  |

| Arbitro: | Stagnoli (Bologna) |

|        |           |  |
| Dugaro | Marcatori |  |

| Arbitro: | Bassignana (Pavia) |

|       |           |  |
| Porro | Marcatori |  |

| Arbitro: | Castelli (Treviglio) |

|                  |           |  |
| Baffi Panza aut’ | Marcatori |  |

| Arbitro: | Zacchetti (Milano) |

|        |           |  |
| Dugaro | Marcatori |  |

| 28 dic 1969 16ª giornata | Acquapozzillo     | 0 – 0 | Potenza | \| Arbitro: \| Testuzza (Genova) \| |
| Arbitro:                 | Testuzza (Genova) |       |         |                                     |

| Arbitro: | Sgherri (Grosseto) |

|       |           |  |
| Mammì | Marcatori |  |

| Arbitro: | Basignana (Pavia) |

|          |           |  |
| Picat Re | Marcatori |  |

| Arbitro: | Manozzi (Monfalcone) |

|       |           |       |
| Rizza | Marcatori | Bozza |

#### Girone di ritorno
| Arbitro: | Rodomonte (Teramo) |

|       |           |  |
| Rizza | Marcatori |  |

| Arbitro: | Pilotto (Roma) |

|          |           |  |
| Esposito | Marcatori |  |

| Arbitro: | Crista (Livorno) |

|       |           |  |
| Fazzi | Marcatori |  |

| Arbitro: | Ciulli (Roma) |

|        |           |        |
| Tajano | Marcatori | Cesero |

| Arbitro: | Moretto (San Donà di Piave) |

|              |           |  |
| Panza Tajano | Marcatori |  |

| Arbitro: | Laurenti (Padova) |

|        |           |       |
| Tajano | Marcatori | Pinna |

| Arbitro: | Alberti (Genova) |

|                      |           |        |
| De Foglio Lo Vecchio | Marcatori | Tajano |

| 22 mar 1970 8ª giornata | Acquapozzillo        | 0 – 0 | Crotone | \| Arbitro: \| Minozzi (Monfalcone) \| |
| Arbitro:                | Minozzi (Monfalcone) |       |         |                                        |

| Arbitro: | Menagalli (Roma) |

|        |           |           |
| Manini | Marcatori | Cremaschi |

| Arbitro: | Reggiani (Bologna) |

|                  |           |       |
| Olivieri Ciraolo | Marcatori | Panza |

| 12 apr 1970 11ª giornata | Acquapozzillo       | 0 – 0 | Massiminiana | \| Arbitro: \| Chiapponi (Livorno) \| |
| Arbitro:                 | Chiapponi (Livorno) |       |              |                                       |

| Arbitro: | Boscolo (Venezia) |

|       |           |  |
| Mommi | Marcatori |  |

| Arbitro: | Ciulli (Roma) |

|              |           |       |
| Di Francesco | Marcatori | Porro |

| Arbitro: | Lupi (Genova) |

|        |           |  |
| Manini | Marcatori |  |

| 17 mag 1970 15ª giornata | Chieti              | 0 – 0 | Acquapozzillo | \| Arbitro: \| Tabanelli (Ravenna) \| |
| Arbitro:                 | Tabanelli (Ravenna) |       |               |                                       |

| Arbitro: | Laurenti (Padova) |

|           |           |       |
| Brambilla | Marcatori | Porro |

| Arbitro: | Lattanzi (Macerata) |

|        |           |  |
| Tajano | Marcatori |  |

| Arbitro: | Martinelli (Catanzaro) |

|              |           |  |
| Tajano Panza | Marcatori |  |

| Arbitro: | Andreoli (Padova) |

|                                     |           |  |
| Noletti Forzelin Angrisani Savarese | Marcatori |  |